# Barmstedt

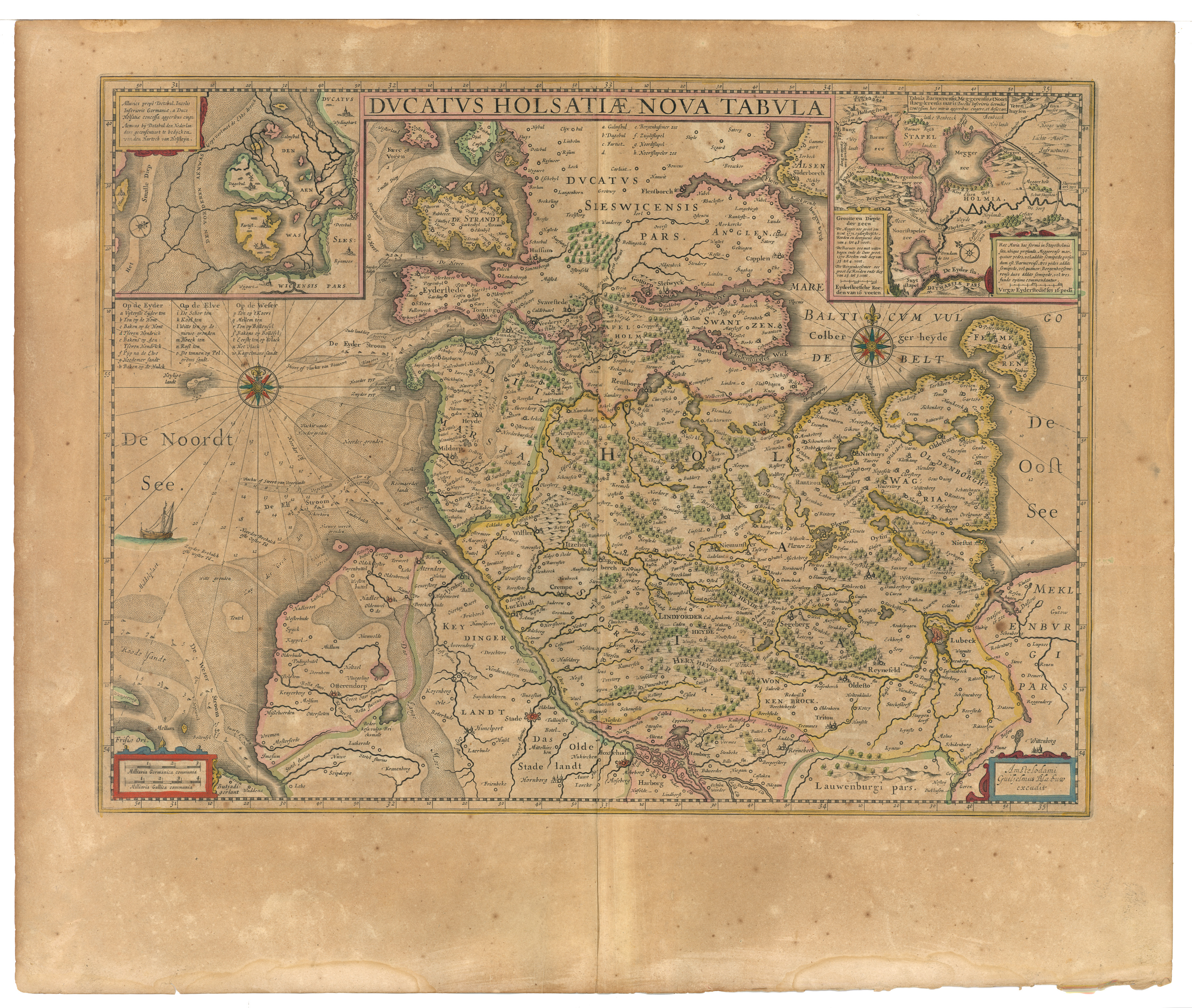
„Barmstede“ 1645 im Atlas Maior von Blaeu

Barmstedt (niederdeutsch Barmsteed) ist eine Kleinstadt im Süden von Schleswig-Holstein in Deutschland. Die Stadt liegt etwa 30 km nördlich von Hamburg. Barmstedt hat etwa 10.000 Einwohner und ist damit die kleinste Stadt im Kreis Pinneberg. Bekannt ist der Ort auch als Schusterstadt. Seit August 2011 ist Barmstedt staatlich anerkannter Erholungsort. Die Stadt Barmstedt hat außer der Kernstadt keine weiteren Ortsteile.

## Geografie
Durch Barmstedt fließt der Fluss Krückau, der in die Elbe mündet. Barmstedt liegt am künstlich angelegten Rantzauer See, der von der Krückau gespeist wird.

## Geschichte
Zahlreiche Funde aus Stein-, Bronze- und Eisenzeit bezeugen eine starke Besiedlung des Ortes und der Umgebung schon in grauer Vorzeit. Die Stadt liegt an einer Abzweigung des historischen Ochsenweges. Schon um 936 hat es hier möglicherweise eine Kirche gegeben, allerdings wurde das Kirchspiel Barmstedt erst 1140 urkundlich erwähnt. Der Siedlungskern befand sich rund um die Kirche, die noch heute den Mittelpunkt der kleinen Altstadt bildet.

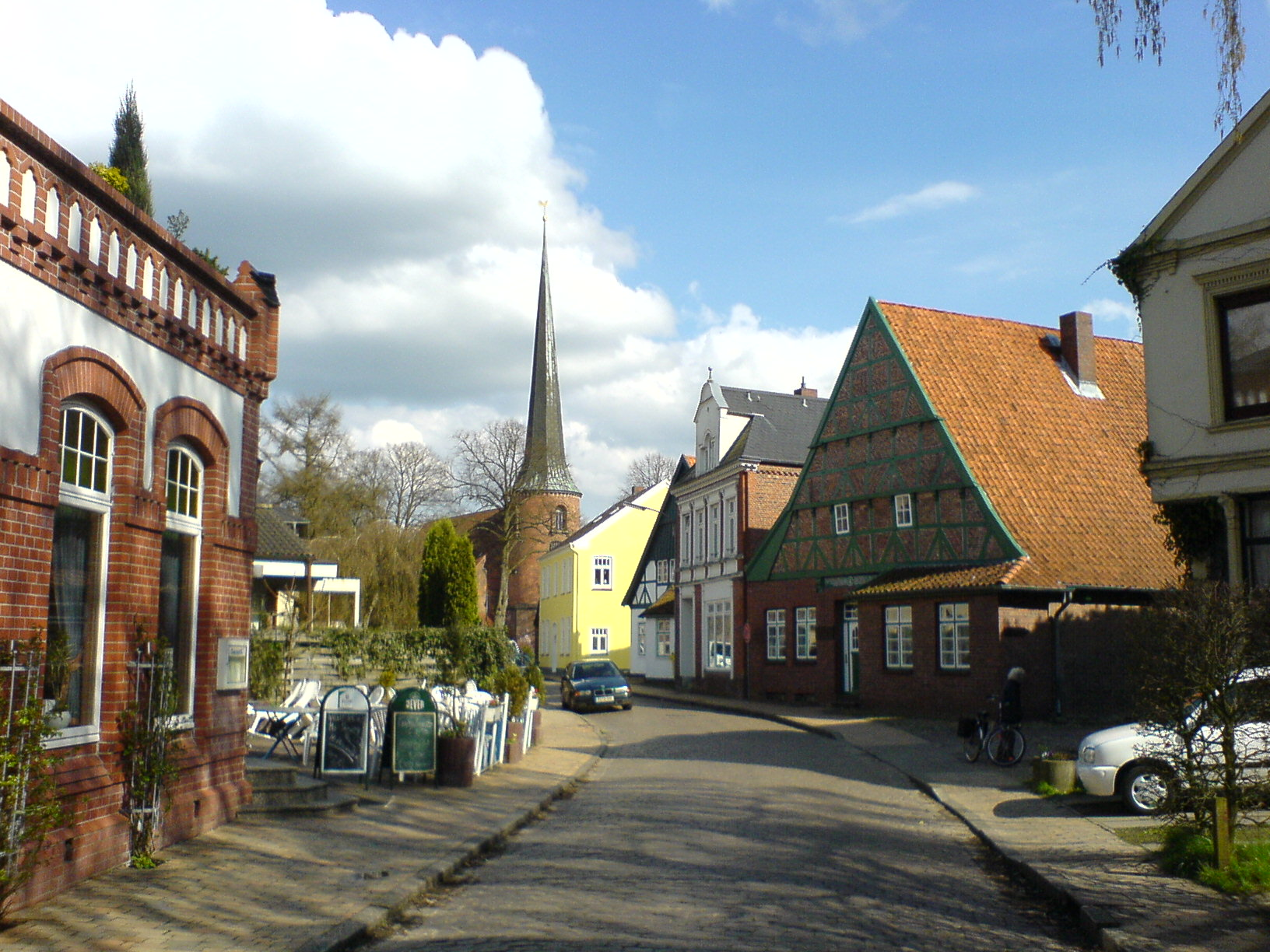
Chemnitzstraße mit Blick zur Kirche

Im 12. und 13. Jahrhundert bestimmten die Ritter von Barmstede die Geschicke der Umgebung. Nach dem Erlöschen des Rittergeschlechts wurde das Kirchspiel Barmstedt mit der Grafschaft Pinneberg vereinigt und ab 1322 von den Schauenburger Grafen regiert.
Nach dem Aussterben der Schauenburger erwarb Christian zu Rantzau im Jahre 1649 das vormalige Amt Barmstede. 1650 wurde er vom Kaiser in den Grafenstand erhoben und sein 1649 erworbenes Amt Barmstede zur „unmittelbar frey gehörigen Grafschaft Rantzau“ erhoben. Kaiser Ferdinand III. hatte also eine völlig neue Immediat-Herrschaft „kreiert“. Das ehemalige dänische Amt Barmstedt wurde so zum Hauptort der neuen, reichsunmittelbaren Grafschaft, zu der auch Elmshorn und die umliegenden Dörfer gehörten. Der bisherige Sitz des Amtmannes wurde zum Schloss umgebaut und die Barmstedter Schlossinsel – neben Breitenburg und Drage – als gelegentliche Residenz genutzt. Die Zeit der Reichsgrafschaft ging jedoch schon 1726 zu Ende, als nach der Ermordung des 3. Reichsgrafen Christian Detlev 1721 im Wald nahe der Schlossinsel dessen jüngerer Bruder, der 4. Reichsgraf zu Rantzau Wilhelm Adolf – der Mitwisser- oder Mittäterschaft verdächtigt – 1726 vor ein dänisches Gericht zitiert wurde (eine widerrechtliche dänische Maßnahme, da er als Reichsgraf nur dem Kaiser und den höchsten Reichsgerichten unterstand); zu einem Urteil kam es nicht: Allerdings wurde der 4. Reichsgraf im norwegischen Akershus bis zu seinem Tod 1734 in Festungshaft gehalten. Aufgrund eines ebenfalls widerrechtlichen Geheimvertrages des 2. Reichsgrafen Detlev mit der dänischen Krone von 1669, der in Ermangelung von männlichen Erben den „Heimfall“ der Grafschaft an die Krone vorsah (die ja nicht Lehnsherrin der Reichsgrafschaft war), trat im Jahre 1726 die Krone Dänemark die Lehnsnachfolge der (nun niederadligen) Grafschaft an; der Kaiser nahm dieses Unrecht hin. Ein Gedenkstein am überlieferten Tatort erinnert an den Mord des 3. Reichsgrafen.
Bis zur Eingliederung Schleswig-Holsteins in den preußischen Staat 1867 verwalteten vom dänischen König eingesetzte Administratoren die in ihren Grenzen erhaltene Grafschaft Rantzau. Ihren Sitz hatten sie in der gräflichen Residenz, die jedoch 1804 abbrannte und im schlichteren Stil von Christian Frederik Hansen, dem dänischen Landesbaumeister neu errichtet wurde. Die heutige Kirche mit dem spitzen Turm, der „Schusterahle“, die die mittelalterliche St. Margaretenkirche ablöste, wurde von Graf Wilhelm Adolf in Auftrag gegeben und Pfingsten 1718 eingeweiht.

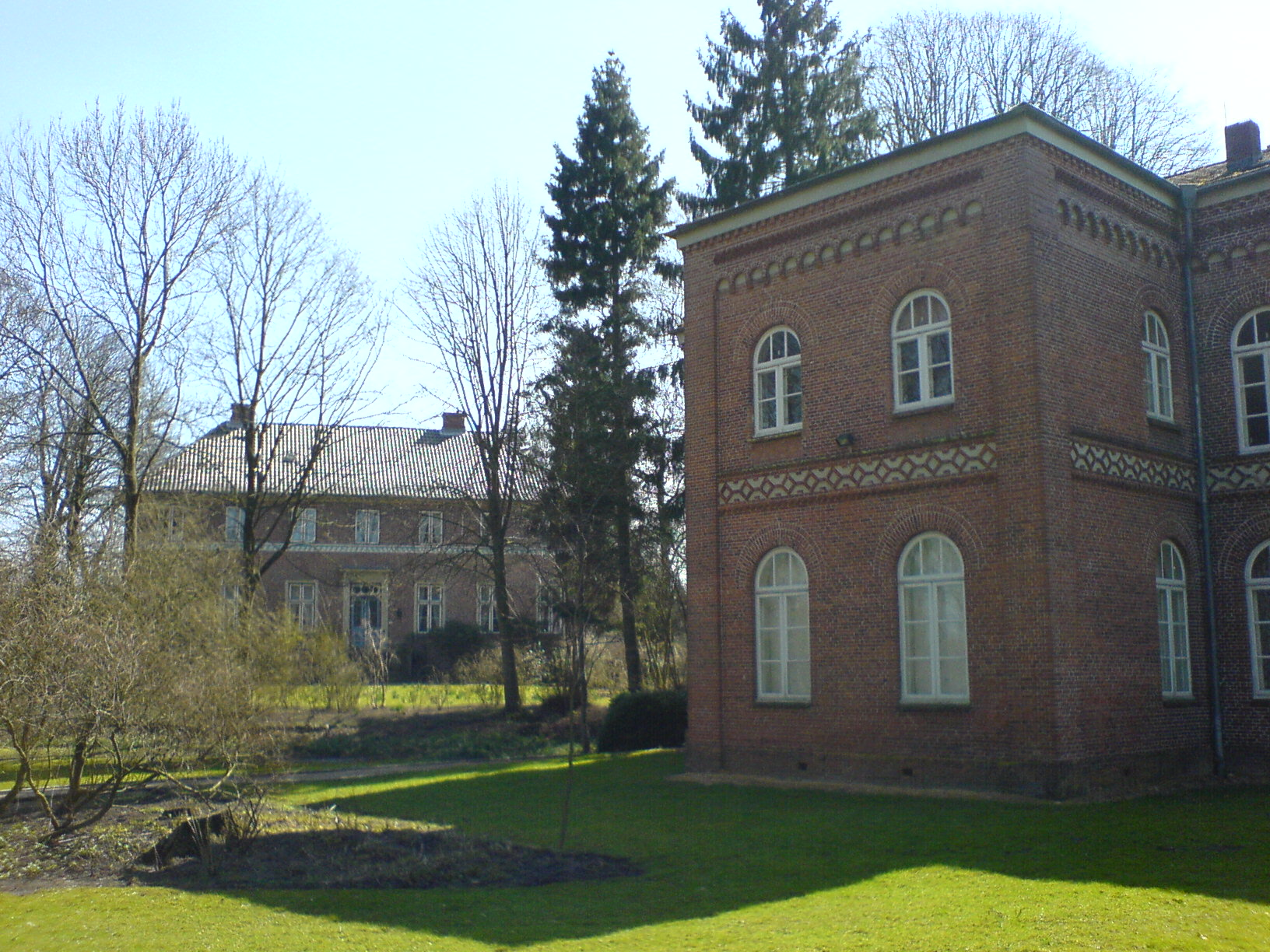
Das Schloss Rantzau und das Museum

Barmstedt erhielt im Jahr 1736 Fleckenprivilegien, was vor allem dem Schutz des Handwerkes im Ort diente. Die fast ringsum außerhalb liegenden bäuerlichen Stellen gehörten zum Großendorf. Am 1. April 1895 schlossen sich der Flecken Barmstedt und das Dorf Großendorf zur Stadt Barmstedt zusammen, so dass die Stadt 1990 ihr 850-jähriges Bestehen feiern konnte. Ab 1936 wurde durch den Reichsarbeitsdienst der See ausgehoben. Die Zeit des Nationalsozialismus, während der der Marktplatz in Adolf-Hitler-Platz umbenannt wurde, überstand Barmstedt ohne größere Zerstörungen. Lediglich zwei Häuser am Markt wurden durch einen Bombenabwurf zerstört, wobei es allerdings mehrere Tote zu beklagen gab. In der Nachkriegszeit erhöhte sich die Einwohnerzahl durch den Zuzug von Flüchtlingen aus den Ostgebieten.
Ab den 1980er Jahren wurden verschiedene Maßnahmen zur Verkehrsregelung beschlossen und in Angriff genommen, die in der Stadt zu großen Kontroversen führten und auch immer noch führen. Der verkehrsberuhigte Bereich in der Innenstadt entstand ab 1991.

## Ortsname
Der Name wurde erstmals 1140 als Barmiste verschriftlicht. 1212 ist Barmetstede geschrieben worden und ein Schriftzeugnis von 1221 lautet Barmestide. Es liegen niederdeutsch barm und -stedt zugrunde. Die Bedeutung ist ‚Siedlung an der Anhöhe‘.

## Politik
Seit dem 1. Januar 2008 bildet die Stadt eine Verwaltungsgemeinschaft mit dem Amt Hörnerkirchen und ist Sitz des Amtes.

### Stadtvertretung
- BALL: 4
- SPD: 3
- Grüne: 3
- FWB: 6
- CDU: 7

Ergebnis der Gemeindewahl 14. Mai 2023:
| Partei                                 | Stimmen | Prozent | Sitze |
| -------------------------------------- | ------- | ------- | ----- |
| CDU                                    | 1.282   | 29,5 %  | 7     |
| Freie Wählergemeinschaft Barmstedt/FWB | 1.156   | 26,6 %  | 6     |
| SPD                                    | 687     | 15,8 %  | 3     |
| Barmstedter Linke Liste/BALL           | 699     | 16,1 %  | 4     |
| Bündnis 90/Die Grünen                  | 526     | 12,1 %  | 3     |

Die CDU stellt mit Ortwin Schmidt den Bürgervorsteher.

### Bürgermeisterin
Seit dem 21. August 2013 ist Heike Döpke Bürgermeisterin. Sie stammt aus Rodenberg und wurde als parteilose Kandidatin von der SPD unterstützt. In der Stichwahl am 16. Juni 2013 kam sie bei einer Wahlbeteiligung von 48,7 Prozent auf 50,83 Prozent. Döpke scheidet zum 20. August 2025 aus dem Amt aus, nachdem sie sich gegen eine dritte Amtszeit entschieden hat.
Bei der Bürgermeisterwahl am 11. Mai 2025 erreichte keiner der angetretenen Kandidaten die erforderlichen 50 Prozent, sodass eine Stichwahl notwendig wurde. Diese gewann am 25. Mai 2025 Florian Rodenberg (SPD) mit 63,8 Prozent der Stimmen gegen den unterlegenen Sebastian Mettner (CDU).

### Wappen

Das „alte“ Wappen

| Wappen der Stadt Barmstedt | Blasonierung: „Gespalten von Silber und Rot mit einem nesselblattförmigen, gespickelten Bord in verwechselten Farben. Vorn eine schwarze Windmühle, hinten ein stehender, silbern gerüsteter Ritter, der in der Rechten eine silberne Lanze hält und die Linke auf das Schwert legt.“ |
| Wappen der Stadt Barmstedt | Wappenbegründung: Das Nesselblatt und die Farben rot und silber entstammen dem Wappen Schleswig-Holsteins. Das Stadtwappen wurde 1913 von Kaiser Wilhelm II. genehmigt. Der Ritter im Wappen symbolisiert die Ritter von Barmstede, die von 1140 bis 1300 in Barmstedt ihren Sitz hatten. Die Mühle steht für Barmstedt als Mühlenstandort. Die das Wappen krönende dreitürmige Burg oder Stadtmauer symbolisiert das Stadtrecht. Sämtliche Stadtwappen Deutschlands wurden unter Kaiser Wilhelm II. mit diesem Zusatz ergänzt, dennoch wird dieses alte Element in diesem Fall auch gerne als Schloss Rantzau interpretiert. Auch wenn diese Ergänzung mittlerweile bei anderen Städten nicht mehr üblich ist, benutzt die Stadt Barmstedt sowie ihre Bürger gerne nach wie vor das Wappen mit der besagten Ergänzung. |

### Städtepartnerschaften
Städtepartnerschaften bestehen seit 1988 mit dem dänischen Middelfart, seit 1987 mit Oakham in Großbritannien und seit 1980 mit Roissy-en-Brie in Frankreich. Roissy-en-Brie hat seit 1986 eine Städtepartnerschaft mit Colwyn-Bay in Wales, so kam es zu einer engen freundschaftlichen Beziehung der Städte untereinander.
Die fünf Städte Barmstedt, Roissy-en-Brie, Oakham, Middelfart und Colwyn Bay haben 1996 eine offizielle Urkunde unterschrieben, den Link of Friendship.

## Kultur und Sehenswürdigkeiten

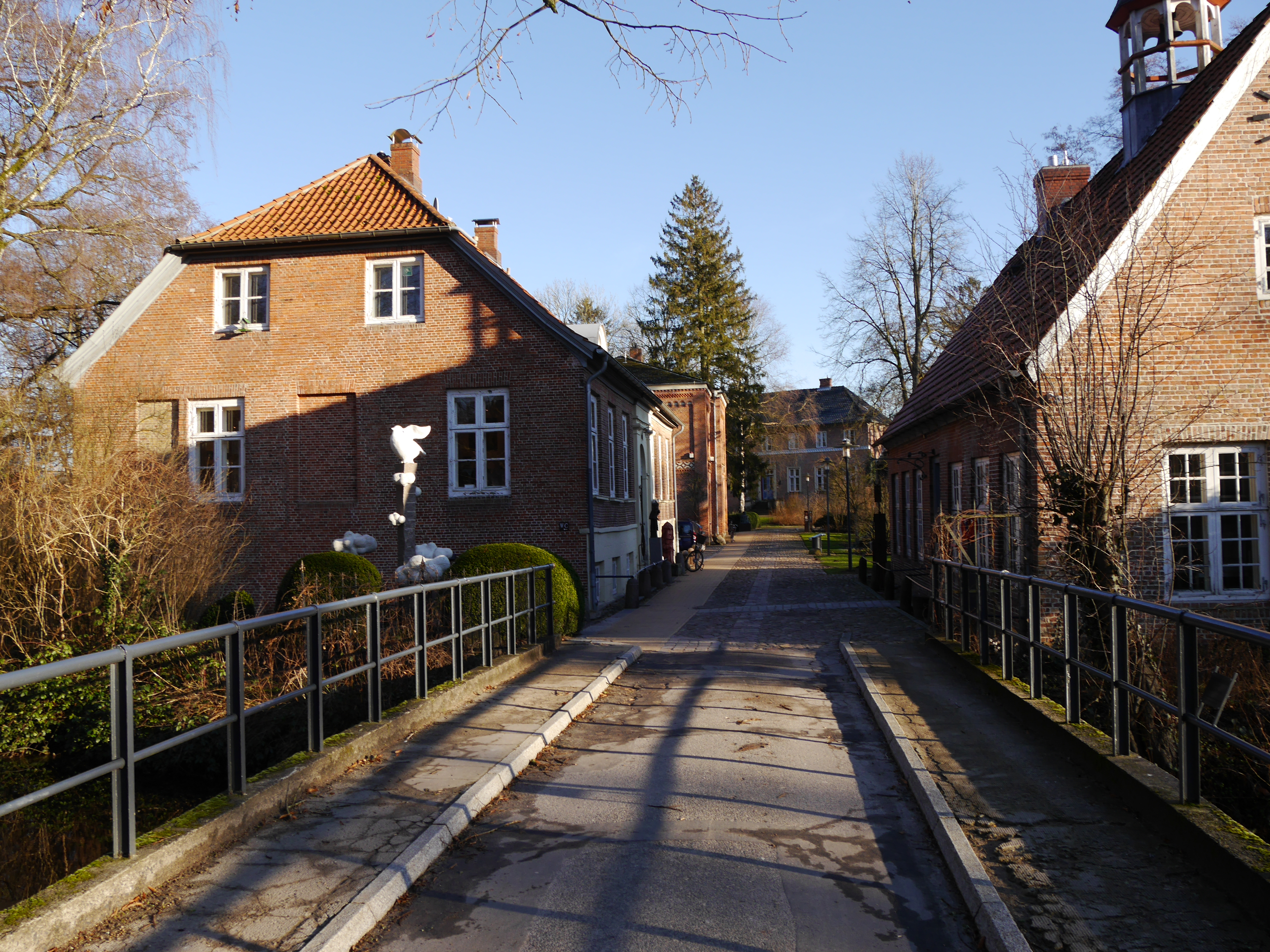
Die Schlossinsel mit Gerichtsschreiberhaus (links) und Schlossgefängnis (rechts)

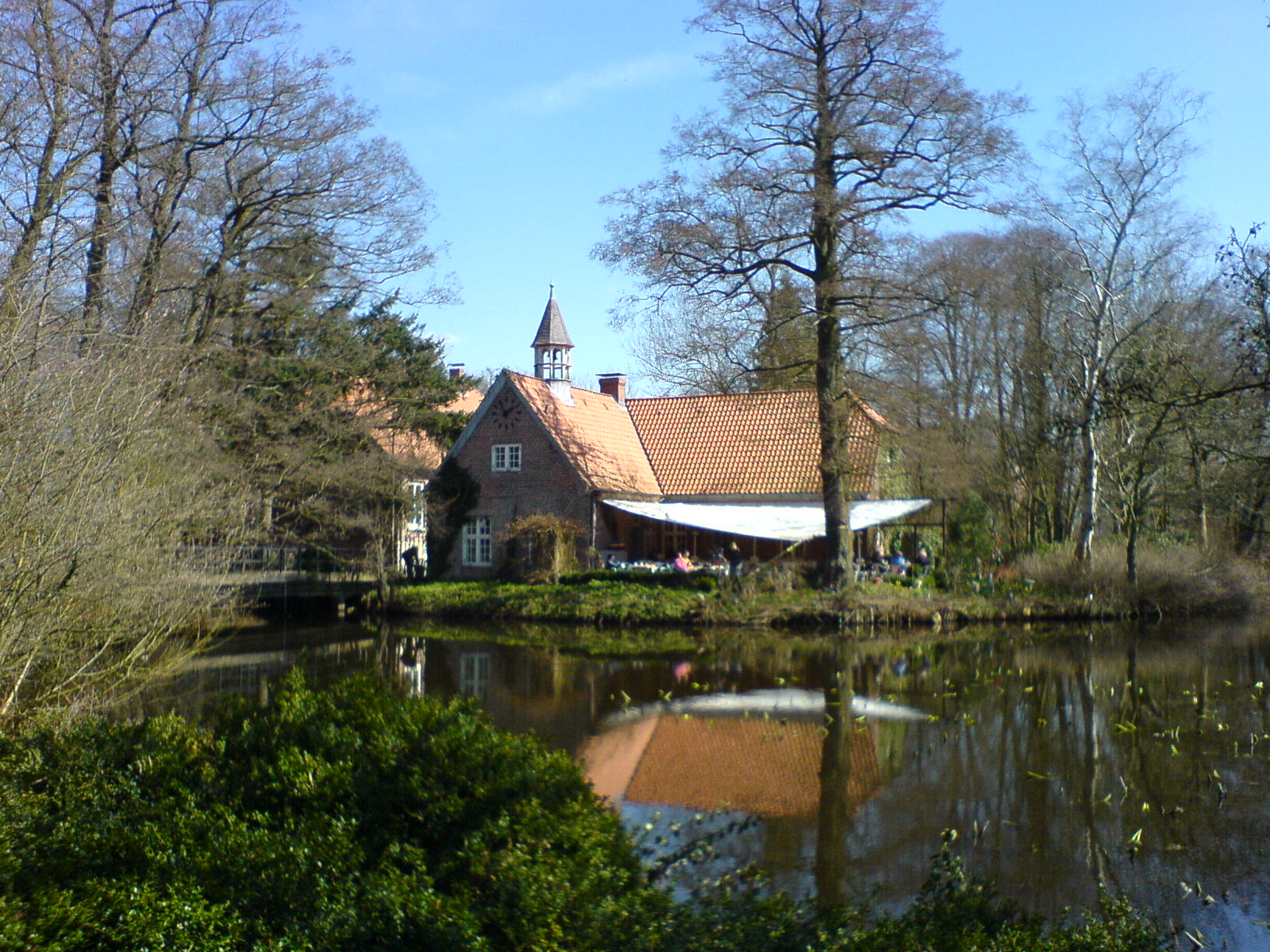
Die Schlossinsel mit dem Schlossgefängnis

### Bauwerke
Überregional bekannt ist die Barmstedter Schlossinsel im Rantzauer See. Hier befindet sich ein Gebäude-Ensemble mit vier Bauwerken, welches auf eine mittelalterliche Befestigungsanlage an der Krückau zurückzuführen ist. Im 12. und 13. Jahrhundert war die Insel Sitz der Ritter von Barmstede. Ab 1640 war die Burg im Eigentum der Herzöge von Gottorf, 1649 bis 1726 der Reichsgrafen von Rantzau. Bis 1864 residierte hier ein königlich-dänischer Administrator, zwei Jahre später der Amtsrichter. Das heutige Schloss Rantzau ist ein bescheidenes klassizistisches Herrenhaus aus dem Jahr 1806, das sich heute in Privatbesitz befindet und nicht besichtigt werden kann. Das Gerichtsschreiberhaus, ebenfalls ein klassizistischer Bau, der 1826 errichtet wurde, wird heute für wechselnde Ausstellungen und als Büro genutzt. Im ehemaligen Amtsgericht, das 1863 erbaut wurde, ist heute das Museum der Grafschaft Rantzau untergebracht. Das 1836 erbaute Schlossgefängnis (eigentlich das Gerichtsdienerhaus), in dem zwei der historischen Gefängniszellen erhalten sind, wird heute für Ausstellungen genutzt und beherbergt außerdem ein Café.
Ebenfalls am Rantzauer See befindet sich eine funktionstüchtige Wassermühle aus dem 19. Jahrhundert.

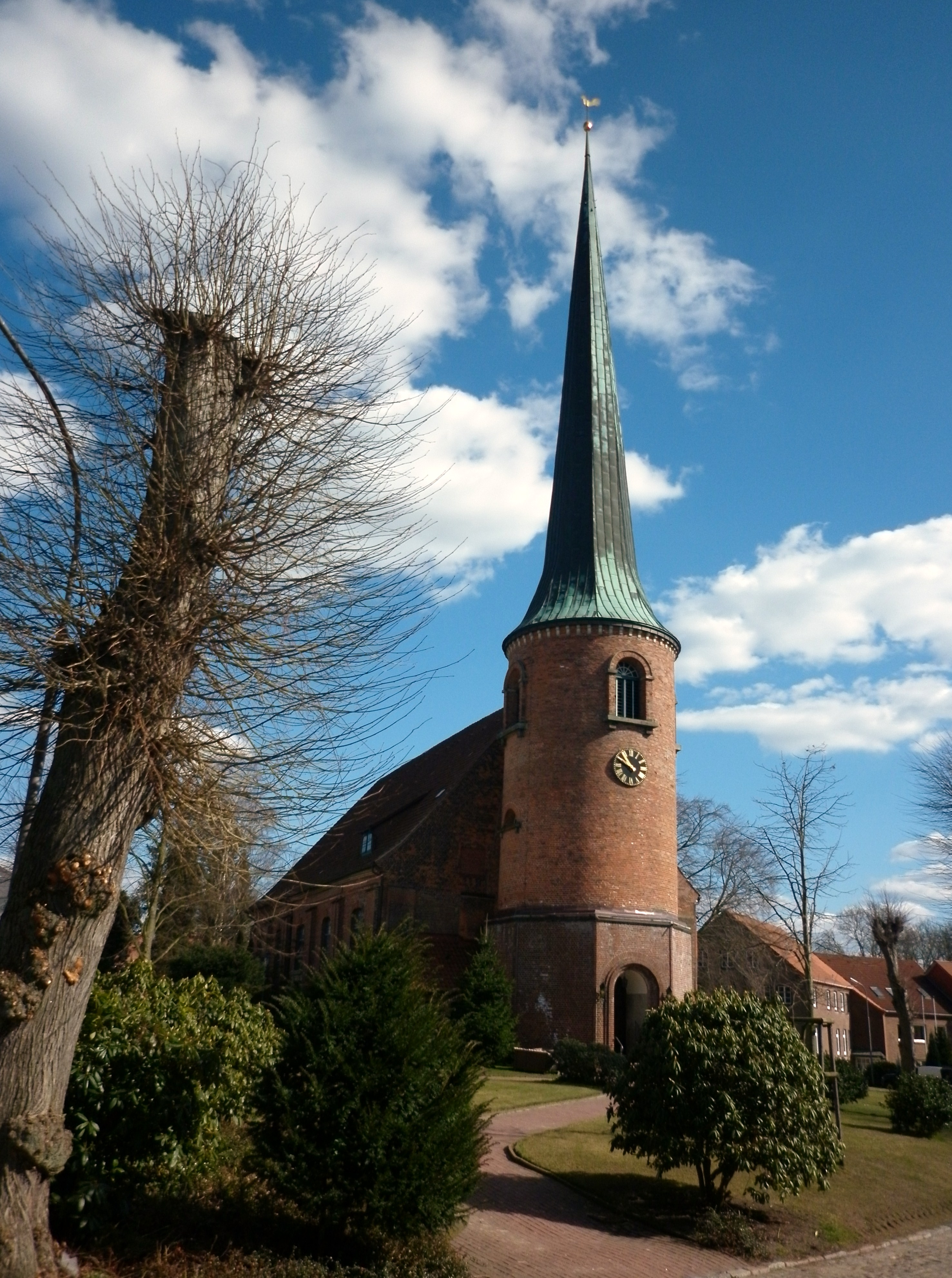
Die Heiligen-Geist-Kirche

Der Bau der Heiligen-Geist-Kirche in der Innenstadt entstand unter Veranlassung der Rantzauer, es ist der vermutlich dritte Kirchenbau an dieser Stelle. Die Kirche ist ein barocker Saalbau von 1717 mit großem Deckengemälde, Hochaltar, Taufbecken, Kanzel und dem sogenannten Grafenstuhl, einer verglasten und ehemals heizbaren Patronatsloge für die fürstlichen Herren. Die Orgel stammt von Johann Hinrich Klapmeyer. Der Grundriss des Vorgängerbaus, der so genannten Margarethenkirche, wird noch heute durch die Pfeiler der Emporen markiert. Der ehemalige Wehrturm ist in seinem Kern noch romanisch mit mächtigem gotischen Helm. Außerhalb der Gottesdienste ist die Kirche an Wochenenden einige Stunden für Besucher zugänglich, außerdem finden hier gelegentlich Konzerte statt.
Sehenswert ist auch das Humburg-Haus, ein Fachwerkbau von 1783 mit einem kleinen Bauerngarten, das für verschiedene kulturelle Veranstaltungen genutzt wird, sowie der Altstadtkern um die Kirche.
In der Reichenstraße 16 steht das ehemalige Predigerwitwenhaus. In dem heute ältesten Gebäude der Reichenstraße von Anno 1777, wuchs nach dem Tod des Vaters einst der Dichter des Schleswig-Holstein-Liedes: Schleswig-Holstein meerumschlungen, Matthäus Friedrich Chemnitz auf.

### Museen
Auf der Schlossinsel befindet sich das Museum der Grafschaft Rantzau.

### Sehenswürdigkeiten
Neben der Innenstadt und der Schlossinsel sind der 1892 eingeweihte Friedhof am Meßhorn, ebenso wie der Rhododendron- und Seepark am Rantzauer See sehenswert.
Dort befindet sich auch die Eiche von Barmstedt, im Volksmund auch „Tausendjährige Eiche“ genannt, die das älteste Naturdenkmal im Kreis Pinneberg ist, ihr Alter wird auf 800–850 Jahre geschätzt.

### Kino

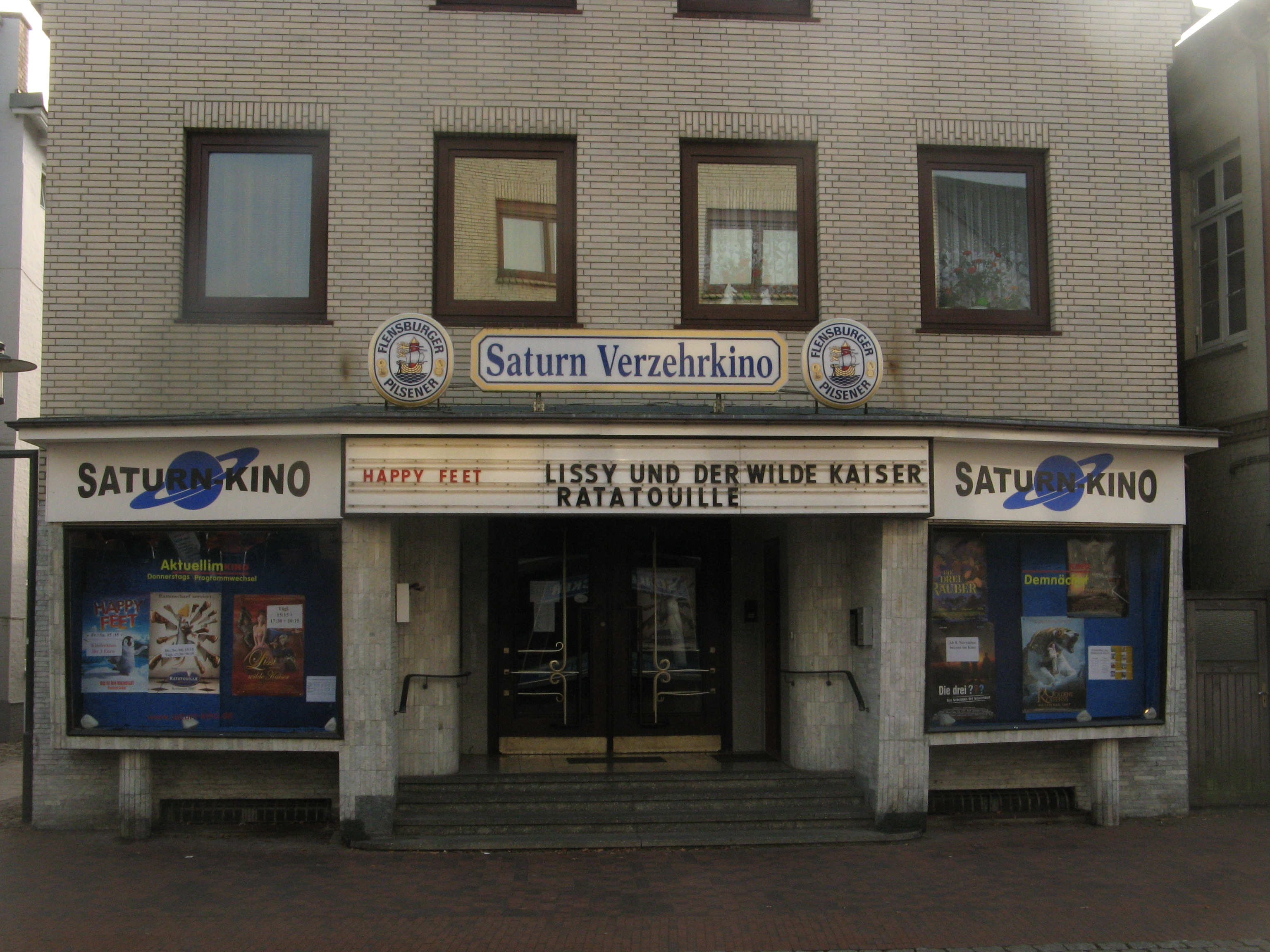
Saturn-Kino 2007

Über 20 Jahre beherbergte Barmstedt das Saturn-Kino. Es war eines der letzten Verzehr-Kinos Deutschlands, in denen am Tisch bedient wurde. Technisch mit Digitalprojektor auf dem neuesten Stand wurde das Barmstedter Kino für sein Programm mehrfach überregional ausgezeichnet. Am 31. Mai 2015 schloss das Kino. Im September 2015 wurde in jenen Räumen die KulturSchusterei eröffnet als Bühne für Theater, Kabarett, Konzerte, Live-Musik und mehr. Das älteste „kleinste Kino“ oben ist erhalten geblieben; hier gibt es zweimal im Monat kostenlose Kinoklassiker.

### Sonstiges
Barmstedt ist auch als Schusterstadt bekannt, 1839 waren 133 Schuhmacher in Barmstedt tätig. Heute gibt es allerdings keinen Schuhmacher mehr in der Stadt. Das Schuhmode-Unternehmen Gabor Shoes wurde in Barmstedt gegründet.
Barmstedt bildete in den 1970ern die Kulisse für die Tatort-Folgen Blechschaden (1971) und Kurzschluß (1975), auch Detlev Bucks Karniggels von 1991 und der Film Novemberkatzen von 1986 spielen zum Teil hier. Im Juli 2006 wurde in Barmstedt der Kurzfilm Stunden weit entfernt von Regisseur Hannes Burchert gedreht.
Im Roman Zeitströme von Elvira Schütze wird das Leben im Barmstedter Predigerwitwenhaus des 17. Jahrhunderts beschrieben.
Das Taubengelage ist ein regionaler Osterbrauch.

## Religionen
Neben der Heiligen-Geist-Kirche und der evangelisch-lutherischen Gemeinde, gibt es sowohl eine evangelisch-freikirchliche Gemeinde als auch eine neuapostolische Gemeinde samt dazugehöriger Kirchen. Die römisch-katholische Kirche wurde im April 2012 abgerissen.

## Wirtschaft
Die Stadt übernimmt die Aufgaben eines Unterzentrums. Örtliche Handwerksbetriebe sowie Einzelhandel bieten die überwiegende Zahl an Arbeitsplätzen. Da Barmstedt am Rande des so genannten Hamburger Speckgürtels liegt, gibt es eine große Anzahl von Berufspendlern.

### Industrie

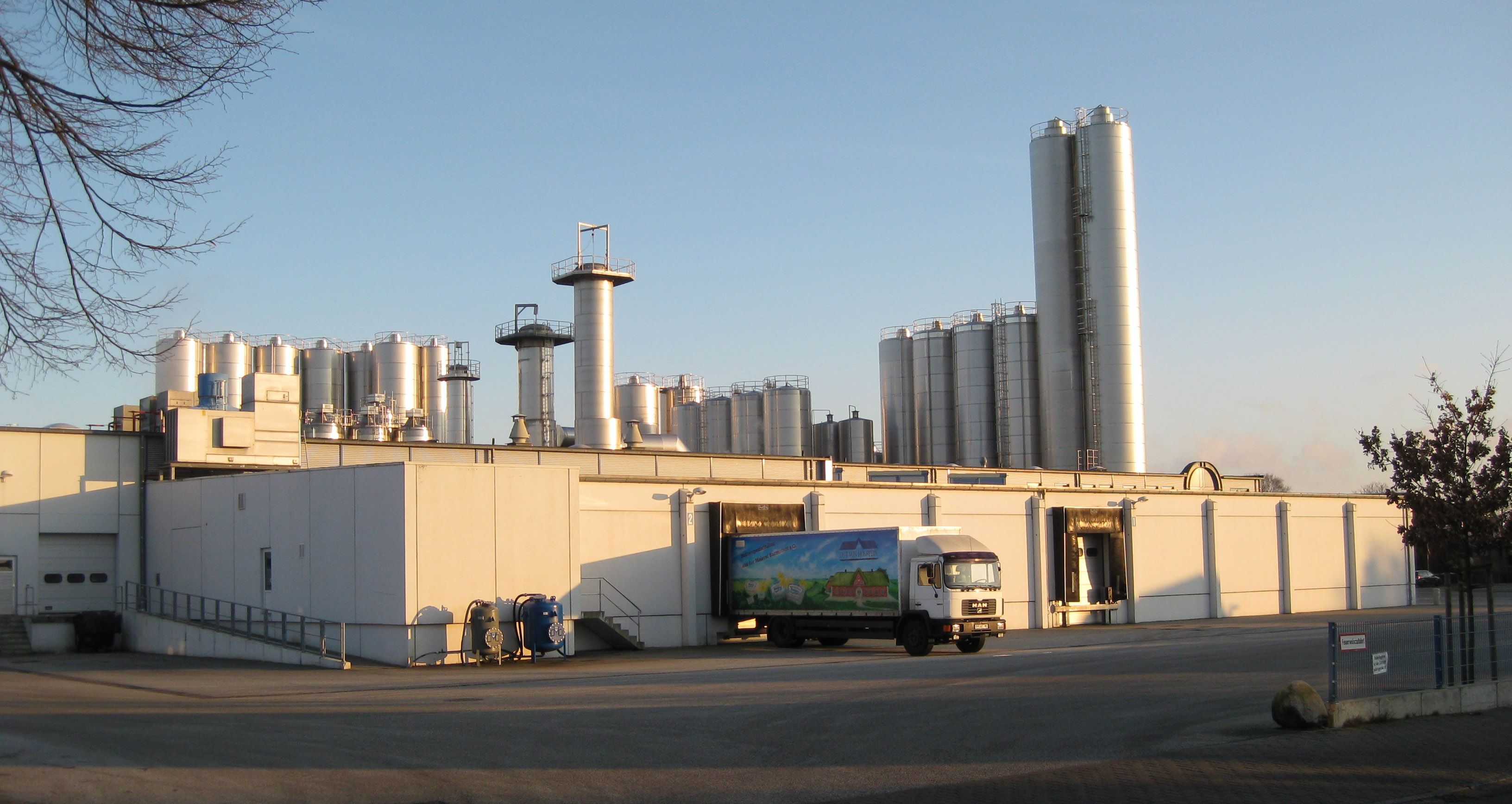
Meierei Barmstedt

Die Meierei Barmstedt eG ist die einzige Meierei im Kreis Pinneberg und der größte unabhängige Milchwirtschaftsbetrieb und Butterproduzent in Schleswig-Holstein. Jährlich werden knapp 1,5 Milliarden Kilogramm Milch zu 442.000 Tonnen Milchkonzentrat, 135.000 Tonnen Molkenkonzentrat, 34.000 Tonnen Butter und 79.000 Tonnen Käse verarbeitet. Der Umsatz betrug 926,7 Millionen Euro (Stand 2022).

### Verkehr

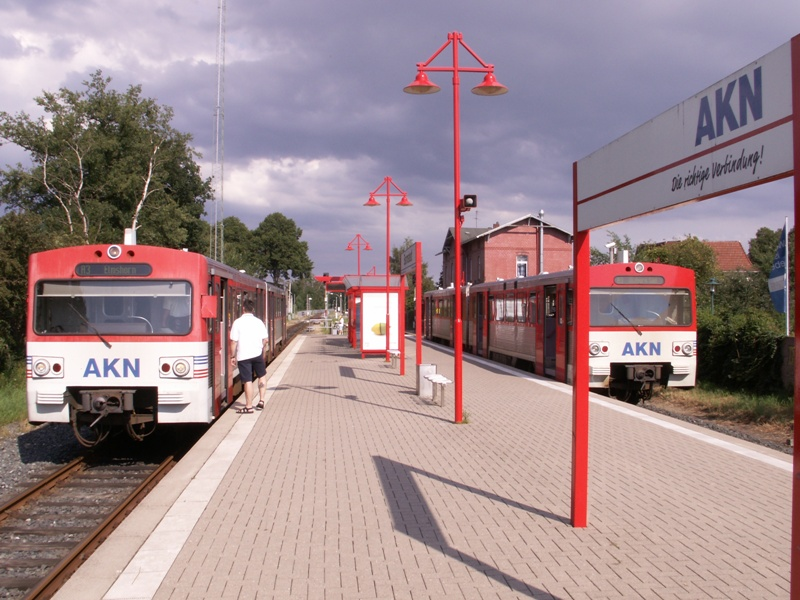
Bahnhof Barmstedt

Barmstedt liegt im Gebiet des Hamburger Verkehrsverbundes an der Bahnstrecke Elmshorn–Bad Oldesloe. Der Bahnhof Barmstedt und der Haltepunkt Barmstedt Brunnenstraße werden von der Linie A3 der AKN bedient, die auf dem Abschnitt Elmshorn–Barmstedt im Halbstundentakt und auf dem Abschnitt Barmstedt–Henstedt-Ulzburg im Stundentakt verkehrt. Im Busverkehr wird Barmstedt von der Linie 294 (Quickborn – Barmstedt) sowie den Schulbuslinien 6541, 6542, 6543 und 6544 bedient. Letztere verbinden Barmstedt u. a. mit Langeln, Lutzhorn, Hörnerkirchen, Bevern und Ellerhoop.
Barmstedt kann über die Autobahnen A 23 (Abfahrten Tornesch und Horst) und A 7 (Abfahrten Quickborn und Kaltenkirchen) erreicht werden.

## Öffentliche Einrichtungen
Wichtige öffentliche Einrichtungen sind das Wellenbad am Rantzauer See und das Alters- und Pflegeheim.

### Bildungseinrichtungen
- James Krüss-Grundschule

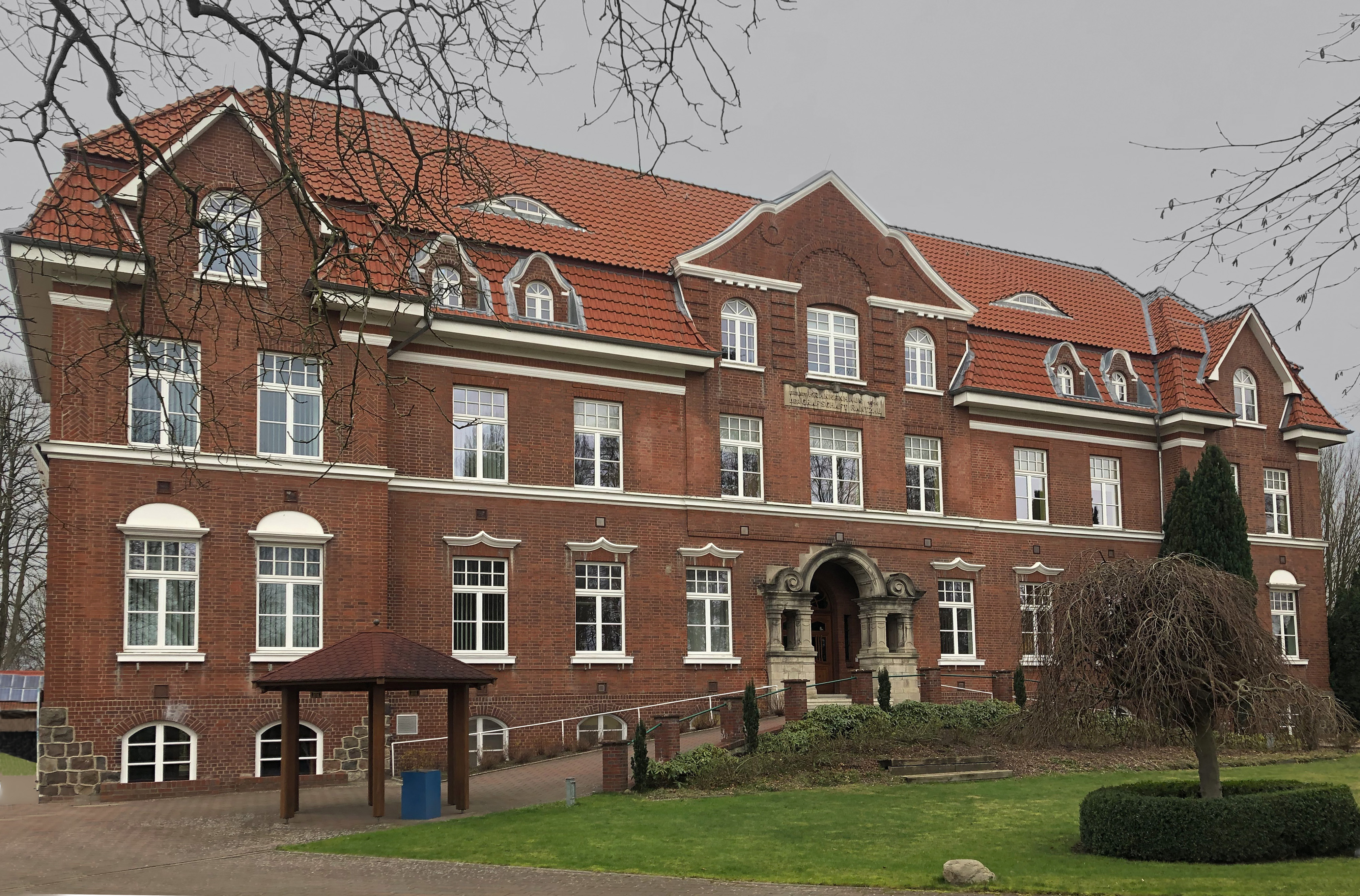
Victor-Andersen-Haus
Ehemaliges Krankenhaus,
seit 1989 Jugendbildungsstätte

- Gottfried-Semper-Schule Grund- und Gemeinschaftsschule Barmstedt
- Carl Friedrich von Weizsäcker-Gymnasium
- Albert Schweitzer-Förderschule
- Victor-Andersen-Haus – Jugendbildungsstätte

### Freizeit- und Sportanlagen
Barmstedt ist bekannt für sein reichhaltiges Freizeit- und Sportangebot: angefangen bei dem Barmstedter Wellenbad „Badewonne“ und dem Rantzauer See für Schwimmbegeisterte, bis hin zum Barmstedter MTV von 1864 (in welchem selbstverständlich auch Frauen Mitglieder sein dürfen). Als reiner Fußballverein ist der SSV Rantzau in Barmstedt angesiedelt. Des Weiteren verfügt die Stadt über acht Sporthallen und zwei Sportplätze sowie in den umliegenden Wäldern über Rad- und Wanderwege.

## Regelmäßige Veranstaltungen
Das jährliche Kinderfest im Sommer, der Stoppelmarkt Ende August sowie der Barmstedter Weihnachtsmarkt am ersten Adventswochenende sind überregional bekannt. Alle zwei Jahre findet das iPAC, ein internationales Square-Dance-Festival, in Barmstedt statt. Das Ede-Menzler-Gedächtnis-Turnier, ein internationales Handball-Turnier, findet jedes Jahr im Sommer statt. Im Juni findet jedes Jahr der Stadtlauf statt.

## Persönlichkeiten

### In Barmstedt geboren
- Matthäus Friedrich Chemnitz (1815–1870), schrieb im Jahre 1844 den Text für das Lied Schleswig-Holstein meerumschlungen
- Johanna Mestorf (1828–1909), Altertumsforschrin, Museumsdirektorin in Kiel
- Friedrich von Moltke (1852–1927), Politiker, preußischer Innenminister
- Walter Fuhlendorf (1914–1997), Kunstmaler und Graphiker
- Hans Hachmann (1930–2004), Pflanzenzüchter, speziell von Rhododendron
- Volker Schönfelder (1939–2024), Astrophysiker am Max-Planck-Institut für extraterrestrische Physik und Professor der Physik an der TU München

### Mit Barmstedt verbunden
- Ede Menzler (1901–1973), bekannter Handballspieler und -trainer. Namensgeber des Ede-Menzler-Turniers und des Ede-Menzler-Wegs in Barmstedt
- Johann Hinrich Klapmeyer (um 1690–1757), Orgelbauer, baute 1717 die Orgel der Heiligen-Geist-Kirche
- Gottfried Semper (1803–1879), Architekt, ging hier während seiner Kindheit einige Jahre zur Schule
- Wilhelm Karsch (1899–1973), Schachkomponist und -redakteur, starb in Barmstedt
- Eberhard Schnelle (1921–1997), Organisationsberater und Entwickler, starb in Barmstedt
- Joachim Gabor (1929–2013), Begründer der B. & J. Gabor Damenschuhfabriken in Barmstedt
- Peter Striebeck (* 1938), Schauspieler, lebte viele Jahre in Barmstedt-Rantzau
- Berend Harms (* 1939 in Bilsen), Politiker (SPD), unter anderem Mitglied des Landtags von Schleswig-Holstein, lebt in Heede
- Luisa Fernandez (* 1961), in Barmstedt lebende Popsängerin
- Dennis Brammen (* 1988), Let’s Player, wohnte zeitweise in Barmstedt und ging dort zum Kindergarten[15]

### Ehrenbürger
- Uwe Nienstedt, ehemaliger Barmstedter Bürgervorsteher